# Ribeira de Odivelas (Sado)
Ribeira de Odivelas é um ribeiro do Alentejo que nasce na Serra de Mendro,[carece de fontes?] e que desagua na margem direita do rio Sado.

## Curso

### Origem e percurso
A ribeira de Odivelas nasce no concelho de Portel. Apresenta um percurso de cerca de 70 Km, passando à direita da aldeia de Odivelas.

### Foz
38° 11' 32.1" N 8° 18' 5.9" O
A foz da Ribeira de Odivelas marca o ponto em que rio Sado entra definitivamente na freguesia do Torrão, vindo da freguesia de Azinheira dos Barros e São Mamede do Sádão.

## História
Na década de 1970, foi construída a Barragem de Odivelas, que permitiu um grande desenvolvimento na produção agrícola da freguesia de Odivelas, principalmente de arroz, tomate e melão.

## Barragens
Nesta ribeira estão instaladas duas barragens:
- Barragem do Alvito
- Barragem de Odivelas